# هاري بيرد
هاري بيرد (بالإنجليزية: Harry Baird)‏ (17 أغسطس 1913 ببلفاست في المملكة المتحدة - 27 مايو 1973) هو لاعب كرة قدم أيرلندي شمالي في مركز الهجوم. شارك مع منتخب أيرلندا لكرة القدم. أما مع النوادي، فقد لعب مع إيبسويتش تاون وديربي كاونتي وغريمسبي تاون ومانشستر يونايتد ونادي لينفيلد وهدرسفيلد تاون ونادي هاليفاكس تاون وIrish League representative team ‏ ونادي بانغور ونادي برادفورد بارك أفنيو.

## وصلات خارجية
- هاري بيرد على موقع قاعدة بيانات كرة القدم.إي يو (الإنجليزية)
- هاري بيرد على موقع ناشيونال فوتبول تيمز (الإنجليزية)